# Karst evaporítico y cuevas en los Apeninos septentrionales
El Karst evaporítico y cuevas en los Apeninos septentrionales (en italiano: Carsismo e grotte evaporitiche dell'Appennino settentrionale) es un bien declarado en 2023 Patrimonio de la Humanidad por la UNESCO ubicado en la región de Emilia-Romaña, el número 59 inscrito en la Lista del Patrimonio Mundial de la UNESCO en Italia. Se trata de un sitio serial compuesto por nueve áreas en las provincias de Reggio Emilia, Bolonia, Rávena y Rímini. 
La Unesco lo describe así:

Este sitio serial es un terreno kárstico epigénico de yesoinusualmente bien conservado y extenso. Incluye una densidad muy alta de cuevas: más de 900 cuevas en un área relativamente pequeña, con una extensión total de más de 100 km de cuevas. Es el primer y mejor estudiado karst evaporítico del mundo, con trabajos académicos que comenzaron en el siglo XVI. También incluye algunas de las cuevas de yeso más profundas que existen, llegando a alcanzar los 265 metros bajo la superficie. (UNESCO/BPI)

Italia había incluido este mismo sitio en la lista Indicativa que actualizo el 15 de noviembre de 2021. Donde lo describió del siguiente modo

Los afloramientos kársticos evaporíticos de Emilia-Romagna constan de dos litologías diferentes: anhidritas triásicas (~ 20 km²) y yeso Messiniense (~ 30 km²). Aunque de reducidas dimensiones, albergan formas superficiales bien desarrolladas y variadas. Se han  explorado y cartografiado hasta ahora más de 700 cuevas, entre ellas las cuevas epigenéticas más profundas y largas del mundo en esas litologías. Además, albergan formas peculiares de disolución-corrosión, espeleotemas y minerales de cueva, de importancia paleontológica y restos arqueológicos, con algunos organismos endémicos que solo se encuentran ahí. Con más de 2000 artículos impresos, estas áreas de evaporitas son, con mucho, el karst de evaporitas mejor explorado, documentado y estudiado del mundo.

## Elenco de los sitios
| Imagen | Id.      | Sitio                                   | Comuna                                         | Áreas protegidas                                                            | Sitio (ha) | Zona respeto (ha) | Coordenadas                                      |
| ------ | -------- | --------------------------------------- | ---------------------------------------------- | --------------------------------------------------------------------------- | ---------- | ----------------- | ------------------------------------------------ |
|        | 1692-001 | Alta Valle Secchia                      | Castelnovo ne' Monti, Ventasso, Villa Minozzo  | Gessi Triassici, Parque nacional de los Apeninos tosco-emilianos            | 1596,001   | 1292,32           | 44°22′47.8″N 10°23′20.1″E / 44.379944, 10.388917 |
|        | 1692-002 | Bassa collina reggiana                  | Albinea, Vezzano sul Crostolo, Viano           | Sito di interesse comunitario Ca' del Vento, Ca' del Lupo, Gessi di Borzano | 273,68     | 1384,753          | 44°35′6″N 10°35′56″E / 44.58500, 10.59889        |
|        | 1692-003 | Yesos de Zola Predosa                   | Zola Predosa                                   | Sito di interesse comunitario Gessi di Monte Rocca, Monte Capra e Tizzano   | 57,349     | 127,706           | 44°27′40″N 11°13′13″E / 44.46111, 11.22028       |
|        | 1692-004 | Yesos Boloñeses                         | Pianoro, San Lazzaro di Savena                 | Parco regionale dei Gessi Bolognesi e Calanchi dell'Abbadessa               | 237,225    | 325,109           | 44°26′11.5″N 11°23′42.4″E / 44.436528, 11.395111 |
|        | 1692-005 | Vena del Yeso Romagnola - Monte Penzola | Borgo Tossignano                               | Parco regionale della Vena del Gesso Romagnola                              | 69,9       | 4774,837          | 44°16′44″N 11°34′22″E / 44.27889, 11.57278       |
|        | 1692-006 | Vena del Yeso Romagnola - Monte Casino  | Borgo Tossignano, Casola Valsenio, Riolo Terme | Parco regionale della Vena del Gesso Romagnola                              | 281,352    | 4774,837          | 44°15′49″N 11°37′56″E / 44.26361, 11.63222       |
|        | 1692-007 | Vena del Yeso Romagnola - Monte Mauro   | Brisighella, Casola Valsenio, Riolo Terme      | Parco regionale della Vena del Gesso Romagnola                              | 961,763    | 4774,837          | 44°14′17″N 11°42′24″E / 44.23806, 11.70667       |
|        | 1692-008 | Evaporitas de San Leo                   | San Leo                                        |                                                                             | 119,35     | 164,99            | 43°55′5″N 12°20′45″E / 43.91806, 12.34583        |
|        | 1692-009 | Yesos de Onferno                        | Gemmano                                        | Riserva naturale orientata di Onferno                                       | 84,46      | 276,126           | 43°52′30″N 12°32′51″E / 43.87500, 12.54750       |